# Tuanake
Tuanake (původě Mata-rua-puna) je atol v centrální části souostroví Tuamotu ve Francouzské Polynésii.

## Geografie
Atol má oválný tvar, na délku nepřesahuje 8,5 km a na šířku má 7 km. Laguna má celkovou rozlohu 25,7 km, je mělká a dovnitř nevede žádný, pro lodě splavný průplav. Podobně jako u mnoha jiných atolů v této oblasti (Taeng, Makemo, Tahanea, Arutua, Hiti aj.), je jeho jižní část prstence umístěna pouze těsně na úrovni hladiny oceánu, ale severní část je tvořena vyšším a často téměř souvislým pásem souše s větším zastoupením vegetace.
Z geologického hlediska je to korálový atol, umístěný na vrcholu podmořské sopky, na níž leží i atoly Hiti, Kati, Makemo a Tepoto.

## Dějiny
15. července 1820 tento atol navštívil první Evropan Fabian Gottlieb von Bellingshausen, který mu dal název „Île Raevski“. Po něm to byl 20. prosince 1840 Charles Wilkes, se svou velkou americkou expedicí z let 1838–1842, který atol pojmenoval jako "Reid Island".
Atol je trvale neobydlený, ale navštěvovaný obyvateli sousedních atolů, za účelem těžby kopry. Kvůli výskytu kriticky ohroženého ptactva je vstup na atol omezený.